# Nedelino
Nedelino (in bulgaro Неделино?) è un comune bulgaro situato nella regione di Smoljan di 8 948 abitanti (dati 2009). La sede comunale è nella località omonima.

## Località
Il comune è formato dall'insieme delle seguenti località:
- Nedelino (sede comunale)
- Burevo
- Dimanovo
- Dunja
- Elenka
- Gărnati
- Izgrev
- Kočani
- Kozarka
- Krajna
- Kundevo
- Ogradna
- Sredec
- Tănka bara
- Vărli dol
- Vărlino